# Sint-Onkomenakerk

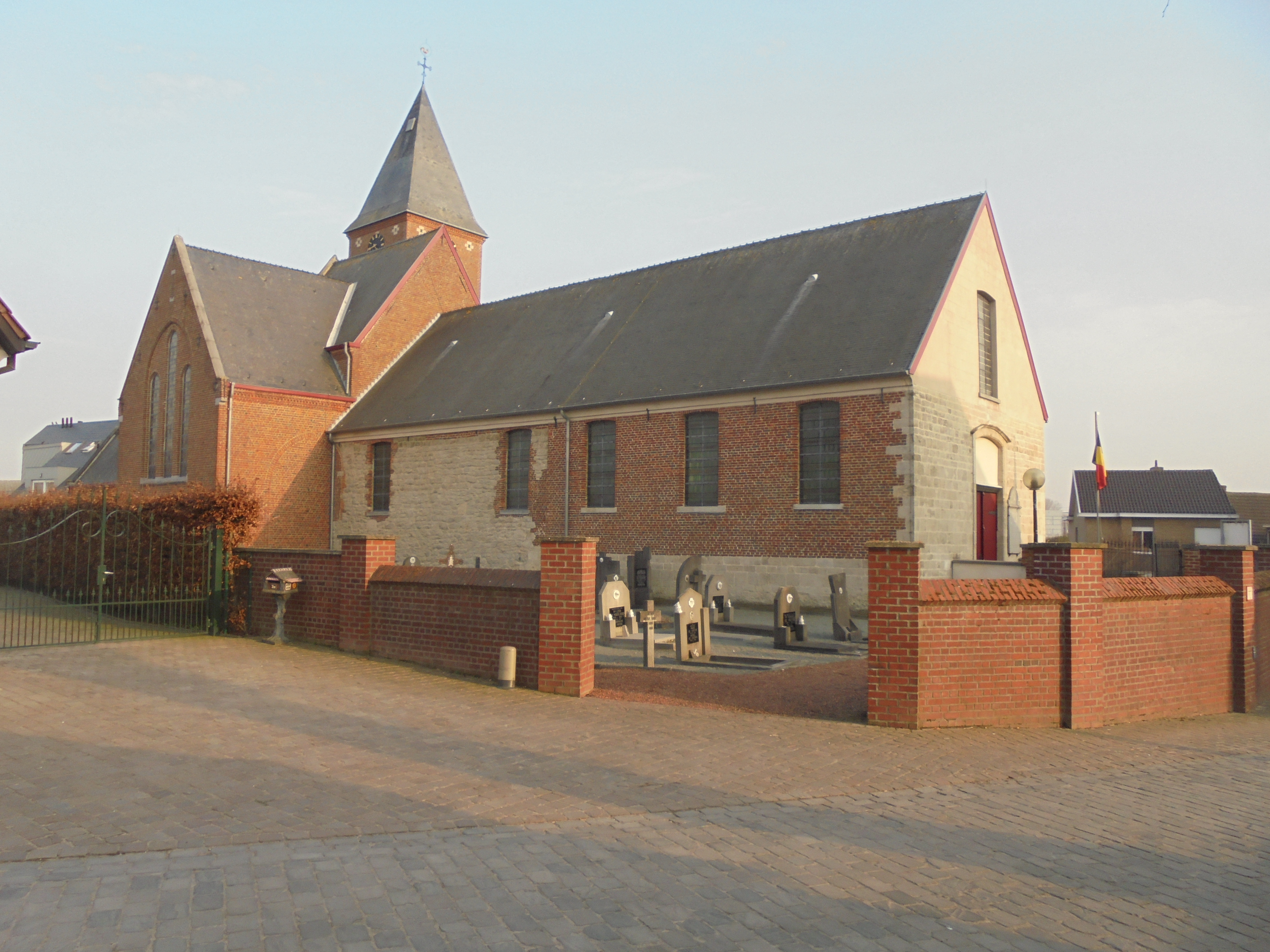
Sint-Onkomenakerk

De Sint-Onkomenakerk is de parochiekerk van de tot de Oost-Vlaamse gemeente Sint-Lievens-Houtem behorende plaats Bavegem, gelegen aan de Kerkkouterstraat.

## Geschiedenis
In de 10e eeuw was er al een kapel in Bavegem, die afhankelijk was van de parochie van Vlierzele. Vanaf de 16e eeuw was het patronaatsrecht in bezit van het Gentse Sint-Baafskapittel. In 1719 werd Bavegem een zelfstandige parochie.
Vanouds is de kerk gewijd aan Sint-Onkomena, een fictieve heilige.
De huidige kerk heeft een schip uit de 18e eeuw. Het transept, de toren en het koor zijn van 1911, in neogotische stijl opgetrokken naar ontwerp van Stephan Mortier.

## Gebouw
Het betreft een eenbeukige bakstenen kruiskerk met een toren die zich bevindt in de oksel van transept en koor. Deze toren heeft vier geledingen. De westgevel is uitgevoerd in Gobertangesteen.

## Interieur
Het schip wordt overkluisd door een laag tongewelf. Het transept en het koor worden door een spitstongewelf overkluisd.
De kerk bezit een schilderij, voorstellende het Laatste Avondmaal, door Hendrick de Clerck (1607). Een biechtstoel in renaissancestijl is uit het 2e kwart van de 17e eeuw. De orgelkast, in classicsitsche stijl, is uit het 4e kwart van de 18e eeuw. Ook het zwartmarmeren doopvont is uit het 4e kwart van de 18e eeuw. Het heeft een koperen deksel in Lodewijk XVI-stijl.